# Communauté de communes de l'Artois
La communauté de communes de l'Artois est une ancienne communauté de communes française, située dans le département du Pas-de-Calais et la région Nord-Pas-de-Calais, arrondissement d'Arras. Celle-ci a été absorbée par la communauté urbaine d'Arras dans le cadre de la réforme des collectivités territoriales.

## Historique
Le 1er janvier 2013, la communauté de communes de l'Artois a fusionné avec la communauté urbaine d'Arras.

## Territoire communautaire

### Composition
L'intercommunalité était composée des communes suivantes :
1. Acq
2. Écurie
3. Étrun
4. Marœuil
5. Mont-Saint-Éloi
6. Neuville-Saint-Vaast
7. Roclincourt

## Administration

### Présidents
| Période       | Période       | Identité             | Étiquette | Qualité                        |
| ------------- | ------------- | -------------------- | --------- | ------------------------------ |
| décembre 1995 | mars 2001     | Jean-Marie Truffier  |           | Maire de Marœuil (1971 → 2001) |
| mars 2001     | mars 2008     | Jean-Pierre Quargnul |           | Maire de Marœuil (2001 → 2008) |
| mars 2008     | décembre 2012 | Jean-Pierre Delcour  |           | Maire de Acq (1995 → )         |

## Pour approfondir